# Nathaniel Buzolic
Nathaniel Buzolic (4 de Agosto de 1983) é um apresentador, fotógrafo e ator australiano. Foi apresentador do programa The Mint no Channel Nine e teve um papel regular na série da BBC Out of the Blue (2008). Ele também foi co-apresentador do programa educacional Weather Ed, no The Weather Channel. É conhecido pelo seu papel como Kol Mikaelson nas séries da CW, The Vampire Diaries e The Originals.

## Carreira
Ele é de ascendência croata. Buzolic estudou no Teatro Australiano para Jovens (ATYP) em Sydney, frequentou e concluiu o ensino no Screenwise Acting School for Film and Television em 2004.
Sua primeira oportunidade foi apresentando o show infantil do Disney Channel, Estúdio Disney (2005). Ele também apareceu em All Saints (2003), Home and Away (2002) e um papel não creditado em um episódio de Water Rats (2001). O primeiro grande papel de Nathaniel em um filme foi em Offing David (2008). Anteriormente, ele teve papéis pequenos em My Greatest Day Ever (2007) e Road Rage (2007).
Em 2011, foi confirmado que ele interpretaria Kol Mikaelson na série de sucesso The Vampire Diaries, aparecendo pela primeira vez no episódio 3x13, "Bringing Out The Dead". Em 2014 ele reprisou seu papel no spin-off de The Vampire Diaries, The Originals. 
Em fevereiro de 2014, foi anunciado que Buzolic tinha sido confirmado em um dos papéis principais em Supernatural: Bloodlines, possível spin-off de Supernatural. No mesmo ano ainda participou da série da ABC Family, Pretty Little Liars.
Em 2015 o ator retornou para o papel de Kol Mikaelson na segunda temporada para alguns episódios de The Originals.
Nathaniel voltou para a serie como recorrente em 2016 a partir do episodio 11.

## Filmografia

### Televisão
| Ano       | Título              | Papel          | Notas                       |
| --------- | ------------------- | -------------- | --------------------------- |
| 2001      | Water Rats          | Não Creditado  | Episódios desconhecidos     |
| 2002      | Home And Away       | Paul Chalmers  | Episódio 119, 15ª temporada |
| 2003      | All Saints          | Damon Lloyd    | Episódio "Friends in Need"  |
| 2003      | Weather Ed          | Ele mesmo      | Apresentador                |
| 2005      | Studio Disney       | Ele mesmo      | Apresentador                |
| 2007      | The Mint            | Ele mesmo      | Apresentador                |
| 2008      | Out Of The Blue     | Paul O'Donnell | Elenco principal            |
| 2010      | Cops LAC            | Jahrryde       | Episódio "A Veil of Tears"  |
| 2011      | Crownies            | Jesse Major    | Episódio 15                 |
| 2012-2014 | The Vampire Diaries | Kol Mikaelson  | Elenco recorrente           |
| 2013-2018 | The Originals       | Kol Mikaelson  | Recorrente (Temporadas 1-5) |
| 2014-2015 | Pretty Little Liars | Dean           | 4 episódios                 |
| 2014      | Supernatural        | David          | Episódio "Bloodlines"       |
| 2015      | Significant Mother  | Jimmy Barnes   | Elenco principal            |

### Filmes
| Ano  | Título               | Papel           | Notas          |
| ---- | -------------------- | --------------- | -------------- |
| 2005 | Dirty Deeds          | Não creditado   |                |
| 2007 | My Greatest Day Ever | Treinador       | Curta-metragem |
| 2007 | Road Rage            | Jovem motorista | Curta-metragem |
| 2008 | Offing David         | David           |                |
| 2008 | Multiple Choice      | Tommy           | Curta-metragem |
| 2011 | Força Oculta         | Ryan            |                |
| 2017 | Saving Zoe           |                 |                |

### Web
| Ano  | Programa                     | Papel         |
| ---- | ---------------------------- | ------------- |
| 2014 | The Originals: The Awakening | Kol Mikaelson |